# Гушалевич, Иван Николаевич
Ива́н Никола́евич Гушале́вич (4 декабря 1823 — 2 июня 1903) — галицко-русский поэт, писатель и драматург, политический деятель, журналист и издатель, униатский священник. Писал на язычии; или как охарактеризовал филолог Николай Сумцов, «по языку Гушалевич более склоняется к литературному русскому, чем малорусскому, особенно в своих сочинениях 1870-х и 1880-х годов». Украинские филологи относят его к числу украинских писателей.

## Биография
Родился в селе Палашовка Залещицкого уезда на галицком Подолье (Австрийская империя, ныне Тернопольская область, Украина) в многодетной крестьянской семье. Получил среднее образование в Бучаче, высшее — на богословском факультете Львовского университета, одновременно прошёл курс философского факультета. По окончании Львовского университета преподавал русский язык во львовских гимназиях, в том числе — в академической гимназии. В 1855 г. получил место священника в селе Яновце. Участник «Собора русских учёных» (1848).
В 1861 году был избран депутатом в краевой Галицкий сейм, а в 1866 году — депутатом в австрийский парламент.
Иван Гушалевич начал писать в 1841 году. Его стихотворения быстро привлекли к себе внимание читателей лиризмом и чувством искреннего патриотизма. В 1849 году им издавалась газета «Новины», затем «Пчола», в 1851—1852 годах «Зоря галицкая».
В 1848 году в Перемышле вышел первый сборник стихотворений Гушалевича «До моей родины». В 1852 году он выпускает второй сборник стихов «Цветы из Надднестрянской левады» и в 1881 году третий сборник «Галицкие отголосы». В 1882 году Иван Гушалевич напечатал поэму «Добош», а в 1883 году две исторические повести в стихах: «Гальшка Острожская» и «Казацкий поход в Молдавию». В 1884 году он опубликовал две новые исторические поэмы: «Бранка» и «Иван Подкова».
Иван Гушалевич писал также песни, оды, элегии, гимны, сказки, баллады, легенды, четыре пьесы из народной жизни. В них он выступал как просветитель, осмеивая невежество и пороки, проводя идею гуманизма. Его наиболее удачная пьеса «Подгоряне» (1879) часто ставилась в народних театрах и была переведена на русский литературный язык, её переработал в оперетту Марк Кропивницкий. Пьесы «Обман очей», «Внесенье женщины» и «Сельские пленипотенты» имели меньший успех. Опубликовал текст «Слова о полку Игореве» с примечаниями и предисловием, в котором доказывал подлинность памятника.
Иван Гушалевич оставил также воспоминания «Из хаты в школу» и «Воспоминания старика — очевидца жизни 1848 года».
Умер во Львове, похоронен на Лычаковском кладбище.

## Перепечатанные произведения
- Гушалевич І. Туга за родинов; Туга за юностев; До зорі; Бурлак; Де єсть руська отчина? (Співаємо по путі народній «Дайже, Боже, добрий час»); Дума; До пчоли; Дума над Галичем; Дума наддніпрянська; До торбана; Любов родинной землі; Лебедка; Введеніє; Родимії поля; Тужливая діва; Голубка; Човен: Вірші //Українські поети-романтики: Поетичні твори. — К., 1987. — С. 488—504.

- Гушалевич І. Туга за родинов; Де єсть Руська отчизна: Вірші //Тернопіль: Тернопільщина літературна: Дод. 2. — Тернопіль,1991. — С. 17.

- Гушалевич І. Туга за родинов; Дума над Галичем //Література рідного краю. Буковина, Галичина, Гуцульщина, Покуття: Хрестоматія 9 кл. — Тернопіль, 1999. — С. 26 — 28.

## Украинские энциклопедии
- Гушалевич Іван Миколайович (4.XII.1823-2.VI.1903) — укр. письменник і громадський діяч //УРЕ. — 2 вид. — К., 1979. — Т. 3. — С.224.
- Гушалевич Іван Миколайович (4.12.1823-2.06.1903) //УЛЕ. — К., 1988. — Т. 1. — С.528.
- Гушалевич Іван (1823—1903) //Енциклопедія українознавства /Під ред. В.Кубійовича. — Львів, 1993. — Т. 2. — С.430.